# Pervaja programma CT
Pervaja programma CT  (in russo Первая программа ЦТ?) o CT-1 è stato il principale canale televisivo della Televisione Centrale Sovietica (in russo Центральное телевидение СССР?). La sua programmazione era dedicata all'informazione, alla politica e all'intrattenimento. La redazione e gli studi erano situati al Telecentr Ostankino di Mosca.

## Storia
Nel 1931 iniziarono le trasmissioni televisive sperimentali della Televidenie imeni Gor'kogo dallo Šabolovskij telecentr di Mosca, mentre nel 1939 iniziarono quelle del Centro televisivo di Mosca (in russo Московский телецентр, МТЦ?, Moskovskij telecentr, MTC).

### Creazione
Il 22 marzo 1951, per preparare e trasmettere i propri programmi e ordinare la produzione di film e spettacoli televisivi (in precedenza venivano trasmessi solo cinegiornali, lungometraggi e documentari), fu creato lo Studio centrale della televisione (in russo Центральная студия телевидения, ЦСТ?, Central'naja studija televidenija, CST), mentre la parte tecnica della preparazione e trasmissione dei programmi rimase al MTC, come anche la diffusione via radio a Mosca e nella sua oblast'. Televidenije imeni Gor'kogo fu chiusa, mentre l'MTC fu trasferito al Ministero delle comunicazioni dell'URSS, ma nel 1960 è stato restituito al Gosteleradio. Dal 1 gennaio 1955 iniziò ad essere trasmesso quotidianamente la sera. Il 14 febbraio 1956, dopo l'inizio delle trasmissioni a due canali, il canale televisivo della CST divenne ufficialmente Pervaja programma.
Nel 1956 iniziò la messa in onda del notiziari Poslednie izvestija , in due edizioni da luglio 1956 e rinominato Novosti nel 1960. Dal 1º maggio dello stesso anno, lo studio iniziò a trasmettere vari eventi. Nel 1962 fu trasmesso un servizio dalle navicelle Vostok 3 e Vostok 4, che segnò l'inizio della televisione spaziale.

### Espansione
Tra il 1955 e il 1960, il segnale di Pervaja programma iniziò a coprire gran parte della RSFS Russa, in particolare:
- 1955 – oblast' di Kalinin;[5]
- 1956 – oblast' di Vladimir, Rjazan' e Tula;[6][7][8]
- 1957 – oblast' di Jaroslavl', Kaluga e Smolensk;[9][10][11]
- 1958 – oblast' di Ivanovo, Kostroma  e Voronež;[12][13][14]
- 1959 – oblast' di Orël, Kursk e Belgorod;[15][16][17]
- 1960 – oblast' di Tambov, Lipeck,  Rostov e Brjansk;[18][19][20][21]

Tra il 1960 e il 1967, la trasmissione del primo programma è stata estesa alle restanti repubbliche autonome, krai e oblasti della parte europea dell'Unione Sovietica, dove il programma della televisione centrale (CT) iniziò a coprire i programmi locali preesistenti: 
- 1961 – oblast' di Gor'kij e Vologda, RSSA Mordvina;[22][23][24]
- 1962 – RSSA Ciuvascia, Osseta Settentrionale e Tatara;[25][26][27]
- 1963 – RSSA Udmurta, oblast' di Kurgan e Pskov;[28][29][30]
- 1964 – oblast' di Kujbyšev;[31]
- 1965 – oblast' di Penza e Saratov, RSSA Daghestana e Careliana;[32][33][34][35]
- 1966 – RSSA Baschira e oblast' di Orenburg;[36][37]
- 1967 – oblast' di Kirov.[38]

Durante questo periodo apparvero numerosi programmi che per molti anni divennero i fiori all'occhiello della televisione nazionale: Zdorov'e (dal 1960), Klub putešestvennikov (dal 1960), KVN (dal 1961), Goluboj ogonëk (dal 1962), Kinopanorama (dal 1962), Muzikal'nyj kiosk (dal 1962), Sel’skij čas (dal 1963), Budil'nik (dal 1965), Kabačok «13 stul’ev (dal 1966) e altri. Negli anni sessanta iniziò la produzione e trasmissione di telefilm (prima di allora, solo i film che erano stati originariamente proiettati nei cinema venivano riproposti in TV). All'inizio, i telefilm erano serie in una parte, poi sono apparsi quelli in più parti. Il primo film per la televisione in più parti è stato Vyzyvaem ogon' na sebja del 1965, diviso in quattro parti e prodotto dalla Mosfil'm.

### 1967–1985
Dal 2 novembre 1967 la messa in onda del programma copre l'intero territorio dell'Unione Sovietica grazie al sistema satellitare Orbita; allo stesso tempo, in Siberia, Estremo Oriente, in un certo numero di regioni della RSS Kazaka e dell'Asia centrale, iniziarono le trasmissioni del canale indipendente "Orbita", formato dai programmi del Primo programma.
Nel 1967 giunsero al centro Ostankino nuove apparecchiature televisive. L'aumento di nuovi complessi ASK (in russo Аппаратно-студийный комплекс?, Apparatno-studijnyj kompleks) portò alla nascita di nuovi programmi tematici come Služu Sovetskomu Sojuzu! (1967), V mire životnych (1968), Meždunarodnaja panorama (1969), Čelovek i zakon (1970), Ot vsej duši (c 1971), Pesnja goda (1971), Očevidnoe — neverojatnoe (1973), 9 studija (1974), Utrennjaja počta (1974), ABVGDejka (1975), Čto? Gde? Kogda? (1975), V gostjach u skazki (1976), Vokrug smecha (1978), Do 16 i starše… (1983) e altri.
Nel 1968, fu creato lo studio Tvorčeskoe obʺedinenie "Ėkran" (in russo Творческое объединение "Экран"?) per la produzione di telefilm per conto di altri studi televisivi e cinematografici. L'arrivo di ulteriori ASK con telecinema aumentò il numero di produzioni Ėkran (Teni isčezajut v polden', Diciassette momenti di primavera, Večnyj zov, Sledstvie vedut ZnaToKi, Roždënnaja Revoljuciej, TASS upolnomočen zajavit’ e altre), così come l'inizio dell'uscita di telefilm per bambini e cartoni animati.
La proliferazione di installazioni di reportage portò alla comparsa nel 1968 del telegiornale chiamato Vremja, nonché nuovi programmi tematici e un aumento della produzione di film per la televisione. L'avvento delle videocassette portò ad una forte riduzione delle trasmissioni in diretta, limitate alle voci fuori campo, nonché a trasmissioni di singoli eventi e sport. Lo stesso Centro televisivo di Mosca divenne il Centro televisivo di tutta l'Unione (in russo Общесоюзным телецентром?, Obŝesojuznym telecentromOTC) e nel 1967 fu rinominato "Centro tecnico televisivo del 50º anniversario dell'Ottobre" (in russo Телевизионный технический центр имени 50-летия Октября?, Televizionnyj tehničeskij centr imeni 50-letija Oktjabrja). La sezione della trasmissione fu riassegnata al Ministero delle comunicazioni e divenne la Stazione di trasmissione radiotelevisiva di tutta l'Unione (in russo Общесоюзная радиотелевизионная передающая станция?, Obŝesojuznaja radiotelevizionnaja peredajuŝaja stancija).
Il 25 gennaio 1971, Gosteleradio lanciò il programma "Vostok", un duplicato del Pervaja programma CT utilizzando il sistema Orbita: era destinato agli Urali, all'Asia centrale e parte della RSS Kazaka e teneva conto della differenza di fuso orario (+2 ore dall'orario di Mosca). Dal 1º gennaio 1976, la televisione centrale lanciò altri tre duplicati del CT-1 (Orbita-1, -2, -3) specificamente per i territori orientali dell'URSS con un fuso orario di +8, + 6 e +4 ore rispetto a Mosca. Nel 1984, la copertura televisiva del Pervaja programma CT raggiunse il 92% della popolazione dell'URSS.

### 1985–1991
Nella seconda metà degli anni ottanta ritornarono le trasmissioni televisive in diretta, come 12 ėtaž (1985-1987). Nello stesso anno, iniziarono le trasmissioni di Vzgljad (1987-1991) e Press-klub. L'informazione divenne più presente nel palinsesto: nel 1986 apparve il notiziario mattutino 60 minut, ribattezzato nel 1987  90 minut e successivamente 120 minut fino a diventare Utro; nel 1989 venne creato il programma di informazione Televizionnaja služba novostej, in onda tutti i giorni in tarda serata e presentato dai conduttori di 120 minut, e il programma di notizie e analisi 7 dnej (interrotto nel 1990), condotto da Ėduard Sagalaev e Aleksandr Tichomirov.
Nel 1987, parte degli impiegati della Redazione principale dei programmi per i giovani della CT fondò la compagnia televisiva VID e l'Avtorskoe televidenie (in russo Авторское телевидение?), per l'acquisto e la produzione di programmi da trasmettere dagli studi Ėksperiment e Novaja studija, che hanno ricevuto lo status di persona giuridica e il diritto di inserire pubblicità nelle trasmissioni, trasferito in seguito direttamente a VID e ATV in cambio dei programmi preparati.
Nel 1988 fu creata la Sovteleėxport, per la compravendita di programmi con altre organizzazioni televisive straniere, e la società Sovtelevideo per lo scambio di programmi. L'agenzia pubblicitaria italiana Publitalia '80 ottenne il permesso di inserire degli annunci pubblicitari nel contenitore Progress, informacija, reklama, prodotto dalla redazione principale della divulgazione scientifica e dei programmi educativi della televisione centrale e mirato alla cooperazione tra l'Unione Sovietica e la Comunità economica europea. Nel 1988 comparve il telequiz Sčastlivyj slučaj simile a Trivial Pursuit. Inoltre, la Direzione principale dei programmi della CT fu riorganizzata nella Direzione generale dei programmi della CT  e la TO "Ekran" in TPO "Sojuztelefil'm".
Nel 1990, la VID produsse il game show Pole Čudes, basato sul format di Wheel of Fortune e ottenendo un grande successo.
Nel 1991, lo status di persona giuridica è stato ricevuto dalla Redazione principale d'informazione della CT e dalla Redazione principale dei programmi televisivi per Mosca e l'oblast' di Mosca, rispettivamente riorganizzati nello Studio dei programmi d'informazione (liquidato il 1 novembre dello stesso anno e sostituito dall'Agenzia d'informazione televisiva) e lo Studio dei programmi di Mosca.
L'8 febbraio 1991, il Gosteleradio fu soppresso e sostituito dalla Società di trasmissione televisiva e radiofonica di tutta l'Unione (in russo Всесоюзная государственная телевизионная и радиовещательная компания, ВГТРК?, Vsesojuznaja gosudarstvennaja televizionnaja i radioveŝatel'naja kompanija, VGTRK), fungendo sia da ente che impresa statale il cui presidente sarebbe stato nominato dal presidente dell'URSS. Con il presidente della VGTRK Leonid Kravčenko, nel 1991 chiusero i programmi TSN, Vzgljad, Press-klub, Do i posle polunoči furono chiusi.
Durante il colpo di stato del 18 agosto 1991, per ordine del Comitato statale per lo stato di emergenza, tutti i canali televisivi della Central'noe televidenie SSSR abbandonarono il loro palinsesto e sostituirono tutti i programmi (ad eccezione dei notiziari) con una rappresentazione de Il lago dei cigni.
 

Il 27 agosto 1991, Egor Jakovlev fu nominato nuovo presidente della VGTRK, mentre Eduard Sagalaev divenne primo vicepresidente e direttore generale. Lo Studio dei programmi d'informazione tornò al Pervaja programma CT, creando l'Agenzia televisiva dell'informazione (in russo Информационное телевизионное агентство?, Informacionnoe televizionnoe agentstvo) che includeva parte del gruppo di giornalisti della VGTRK. Fu inoltre ripresa la messa in onda dei programmi precedentemente interrotti da Kravčenko.

Logo di Pervyj kanal Ostankino.

### Chiusura
Pervaja programma CT cessò di esistere il 27 dicembre 1991, dopo la dissoluzione dell'Unione Sovietica e la liquidazione della VGTRK. Sulla stessa frequenza iniziarono invece le trasmissioni del Pervyj kanal Ostankino, di proprietà della Società di trasmissione radiofonica e televisiva statale russa Ostankino (in russo Российская государственная телерадиокомпания «Останкино», РГТК Останкино?, Rossijskaja gosudarstvennaja teleradiokompanija «Ostankino», RGTK Ostankino) creata con decreto del Presidente della Federazione Russa.

## Programmi
Il palinsesto di CT-1 comprendeva programmi che coprivano gli eventi più importanti della vita politica, economica e culturale in Unione Sovietica e all'estero, la trasmissione di congressi e riunioni, cerimonie festive e solenni, manifestazioni, raduni dei lavoratori, riunioni governative, importanti eventi politici e collegamenti dallo spazio.  Ingranaggi principali:
- Informazione – Vremja e Novosti;
- Attualità e giornalismo – Meždunarodnaja panorama, Sodružestvo, Sovetskij Sojuz glazami zarubežnych gostej, Služu Sovetskomu Sojuzu, Dnevnik socsorevnovanija, Sel’skij čas, Podvig, Nauka segodnja, Slovo učënomu, Čelovek i zakon, documentari di vari studi cinematografici  e televisivi sovietici o altri programmi su ordinazione;
- Giornalismo culturale – Besedy o literature e Kinopanorama
- Cinema e telefilm –prime visioni e repliche di film cinematografici sovietici, anteprime e repliche di telefilm prodotti da studi cinematografici e televisivi su ordinazione, trasmissione di telefilm e serie stranieri come la serie TV polacca Czterej pancerni i pies o la serie BBC La saga dei Forsyte;[39]
- Teatro e musica – spettacoli teatrali e televisivi, concerti musicali e varietà come Goluboj ogonëk;
- Infanzia – Vstreči so znatnymi ljud'mi, Kostër, Budil’nik, prime visioni e repliche di lungometraggi cinematografici per bambini, film d'animazione e cartoni animati della Sojuzmul'tfil'm o di altri studi, prime visioni e repliche di telefilm e cartoni per bambini, prime visioni e repliche di spettacoli televisivi per bambini),
- Gioventù – Ispytaj sebja e altri;
- Divulgazione scientifica – Klub kinoputešestvij, V mire životnych», Očevidnoe — neverojatnoe, Čelovek. Zemlja. Vselennaja e Zdorov’e;
- Programmi educativi – trasmessi a partire  dall'inizio del 1955, i primi programmi educativi furono le serie Avtomobil' e O proischoždenii žizni na Zemlee;[39] era presente la rubrica permanente V pomošč’ škole con lezioni televisive per gli scolari; nel 1965 è stato creato il Tret'ja programma CT per l'istruzione;[71]
- Trasmissione di eventi sportivi.[2]

Il palinsesto nei giorni feriali consisteva in fasce orarie in cui venivano trasmessi programmi destinati a una particolare categoria di spettatori. A partire dal 1979, la giornata era divisa nel blocco mattutino (8:00—12:00) e nel blocco serale (18:00—24:00), divisi da un'interruzione delle trasmissioni. Nei fine settimana non c'erano pause diurne nelle trasmissioni.